# Rogues

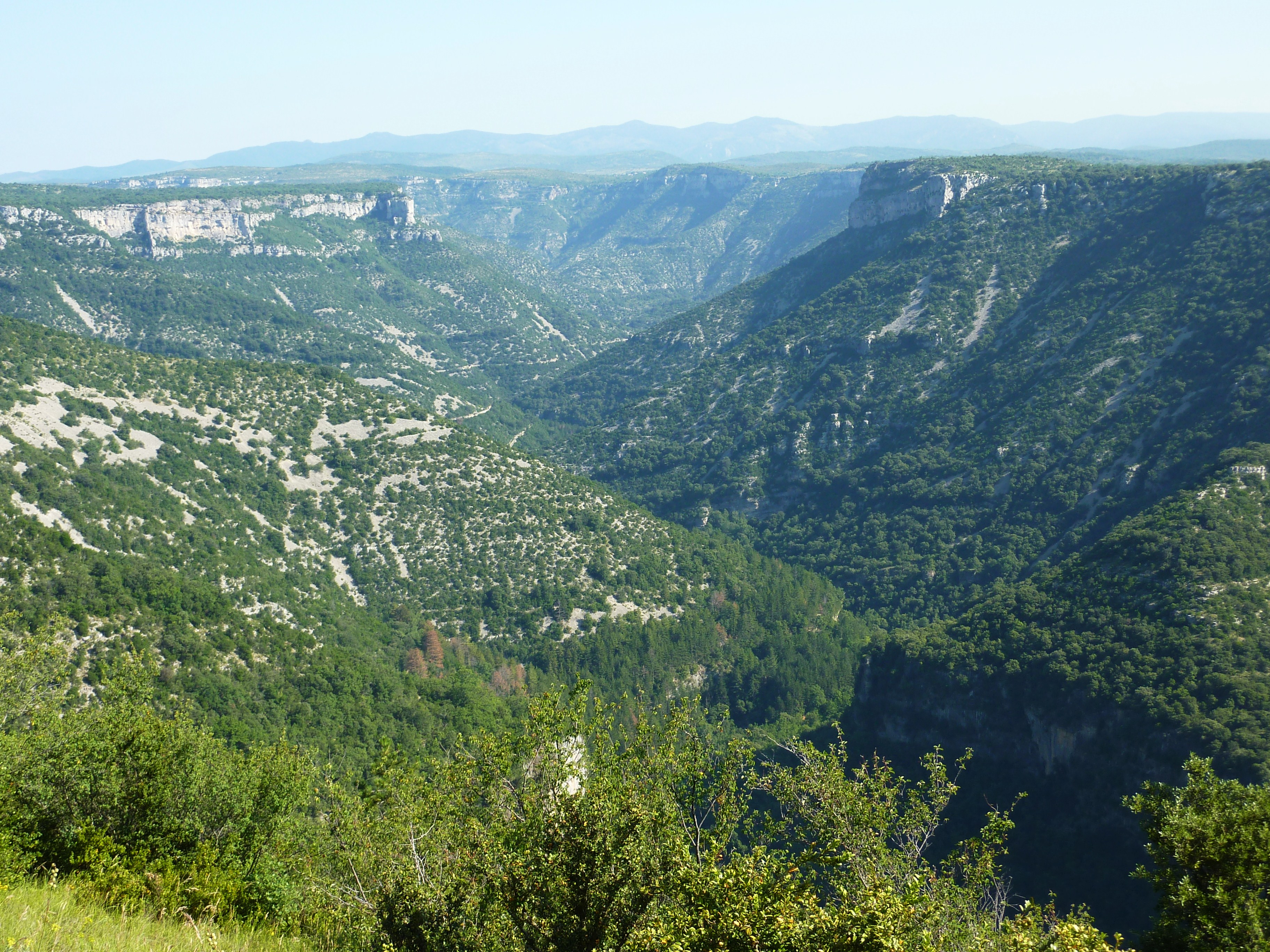
Schlucht der Vis bei Madières

Rogues ist eine französische Gemeinde mit 91 Einwohnern (Stand 1. Januar 2022) im Département Gard in der Region Okzitanien.

## Geografie
Die Gemeinde Rogues liegt am äußersten Südrand des Cevennengebirges. Die Regionalhauptstadt Montpellier liegt 41 Kilometer und Nîmes 64 Kilometer entfernt. Es handelt sich um ein äußerst dünn besiedeltes Gebiet, das landschaftlich von der Kalkhochebene Causse de Blandas und dem südlich verlaufenden Fluss Vis geprägt wird. Im höher gelegenen Gebiet befindet sich der Ort Rogues, während am Ufer der Vis der Ortsteil Madières liegt. Die Vis durchfließt eine Schlucht, die von hohen bewaldeten Hängen begrenzt wird. Das nördlich angrenzende Hochplateau mit dem Ortsteil Rogues enthält insbesondere Vegetation in Form von Wiesen.
Im Umfeld der Hänge der Vis-Schlucht befinden sich mehrere Höhlen, unter denen die Aven de Rogues als bedeutendste gilt.
Die Nachbargemeinden von Rogues sind Montdardier im Norden, Gorniès im Osten, Saint-Jean-de-Buèges im Südosten, Saint-Maurice-Navacelles im Süden und Westen sowie Blandas im Nordwesten. Entlang der im Süden verlaufenden Vis bildet die kommunale Grenze auch die Grenze zum benachbarten Département Hérault. Der jenseits des Flusses gelegene Teil des Ortes Madières gehört zur Nachbargemeinde Saint-Maurice-Navacelles und somit auch zum Département Hérault.

### Infrastruktur
Über die durch das Gemeindegebiet verlaufende D48 ist Rogues in nördlicher Richtung über Montdardier an die Kleinstadt Le Vigan angebunden. Südlich bindet die Straße an die D25 an, welche ihrerseits in westlicher Richtung nach Ganges führt. Von dort aus bestehen Verbindungen nach Montpellier und Nîmes.

### Klima
Klimatisch wird das Gebiet von den Gegebenheiten auf der Hochebene geprägt, welche sich auch auf das Tal der Vis übertragen. Die Winter sind niederschlagsarm und die Temperaturen können auf bis zu minus 13 Grad Celsius sinken. Im Sommer übersteigen die Temperaturen teils deutlich 30 Grad Celsius, die Nächte sind entlang der Vis bedingt durch den Fluss aber stets kühl. Frühling und Herbst sind überwiegend mild.

## Geschichte und lokale Wirtschaft
Wirtschaftlich spielt die Landwirtschaft eine maßgebliche Rolle, wobei traditionell vor allem Schaf- und Ziegenzucht vorkommen. Als neue Entwicklung ist die Aufzucht von Rindern hinzugekommen. Die hohe Bedeutung der Schafzucht findet sich auch im Gemeindewappen wieder, in welchem drei Scheren auf den Prozess zur Gewinnung von Wolle hindeuten. Eine weitere Spur dieses Wirtschaftszweigs sind die Lavognes, bei denen es sich um teichähnliche Tränken für die Tiere und einst auch für Menschen handelt.
Der Ort Madières war historisch ein bedeutender Übergang über die Vis, als welcher er bereits zur Römerzeit entlang der Römerstraße von Le Vigan nach Lodève entstand. Im 7. Jahrhundert lag dort zeitweise die Außengrenze des Frankenreichs. Die älteste Erwähnung von Madières stammt aus dem 9. Jahrhundert, in welchem mindestens zwei Wassermühlen am Flussufer existierten. Aufgrund der strategischen Bedeutung des Flusstals entstand im weiteren Verlauf des Mittelalters eine kleine Festung an den oberhalb gelegenen Hängen; diese wurde 1217 zerstört. Die heute zu Saint-Maurice-Navacelles zählende Seite von Madières wurde zudem befestigt. Im 14. Jahrhundert wurde anders als zuvor der heute zu Rogues gehörende Teil des Ortes mit einer Burg an den oberhalb gelegenen Hängen versehen, die Ortschaft selbst wurde jedoch nicht befestigt. Im von 1702 bis 1705 gegen die Protestanten der Region geführten Cevennenkrieg war die Brücke von Madières ein wichtiger Zugangspunkt für die katholischen königlichen Truppen in die Konfliktgebiete. Ein wichtiges Bauwerk des Ortes ist das immer noch bestehende Schloss oberhalb der Häuser, zudem gibt es ein bereits zu Beginn des 20. Jahrhunderts entstandenes Wasserkraftwerk.

## Bevölkerungsentwicklung
| Jahr      | 1962 | 1968 | 1975 | 1982 | 1990 | 1999 | 2007 | 2013 |
| --------- | ---- | ---- | ---- | ---- | ---- | ---- | ---- | ---- |
| Einwohner | 146  | 101  | 126  | 124  | 133  | 128  | 106  | 101  |

Im Jahr 1793 wurden 625 Bewohner in der Gemeinde gezählt, allerdings waren es bereits sieben Jahre später laut der amtlichen Statistik nur noch 416 Menschen. Nach stärkeren Schwankungen in der ersten Hälfte des 19. Jahrhunderts setzte in dessen zweiter Hälfte ein Bevölkerungsschwund ein, wodurch die Bewohnerzahl bis 1901 auf 343 sank. Von da an bis in die 1940er-Jahre verstärkte sich dieser Abwärtstrend erheblich und fand bei nur noch 101 Bewohnern im Jahr 1968 sein vorläufiges Ende. Seither liegt die Bewohnerzahl bei gewissen Schwankungen auf diesem Niveau.
Die Negativentwicklung der Bewohnerzahl ist vor dem Hintergrund zu sehen, dass eine erhebliche Zahl von Menschen vor Ort einen Zweitwohnsitz für die Sommermonate hat und während dieser Zeit zudem Touristen die Gemeinde bevölkern. Der teils zur Nachbargemeinde Saint-Maurice-Navacelles zählende Ortsteil Madières verzeichnete von 1914 bis ins frühe 21. Jahrhundert zwar einen Bevölkerungsrückgang von rund 400 auf nur noch etwa 30 ständige Bewohner, allerdings kann die Zahl in den Sommermonaten auf 200 Personen anwachsen.